# Real-time strategy
Real-time strategy (på dansk: realtidsstrategi), eller RTS, er en computerspilsgenre, der i modsætning til turbaserede strategispil fungerer i "reel tid." Det betyder, at alle spillere kan foretage deres træk samtidig, uden at vente på tur.
Det skal bemærkes, at spil i genren typisk koncentrerer sig om enkelte slag og taktiske beslutninger, frem for mere overordnede strategiske beslutninger, men at de alligevel bliver omtalt som "strategispil".
Genren er blevet specielt populær med titler som Command & Conquer (Red Alert), WarCraft, StarCraft og Age of Empires serien, ligesom, der også findes historiske realtidsbaserede strategispil som bl.a. Blitzkrieg. Der findes også flere eksempler på browserbaserede RTS-spil, herunder fx OGame.
Typisk bygger et real time strategy-spil på opbyggelse af en base, indsamling af ressourcer og optræning af en hær. En dygtig spiller behersker alle områder godt, og ikke kun en enkelt eller to. Hvis man eksempelvis ikke er god til at organisere indsamlingen af ressourcer, kan man få økonomiske vanskeligheder senere i et spil, der kan resultere i, at man ikke når at få de nødvendige enheder og bygninger til at modstå angreb, eller selv foretag angreb når tiden er inde.
På den offensive front står man som spiller også med flere muligheder. Man kan enten forsøge bare brutalt at overfalde modstanderen, eller man kan organisere et taktisk angreb. Et simpelt eksempel er at angribe fra flere sider på én gang – eller simpelthen lade fjenden tro man angriber fra en udvalgt side, og kort efter angrebet er indledt, kan man sende forstærkninger ind fra en anden side.
Det er også kendt som, en spillestil som vil i senere tider påvirke spillerne, fordi de får viden om økonomi og lignende
Hvorledes man vælger at placere balancen mellem konstruktion af offensiv og defensiv, kan have afgørende indflydelse på ens udvikling gennem et spil. Mange spillere satser i multiplayer på såkaldt zergling rush, der handler om at angribe hurtigt med komplet fokus på dét. Strategien er effektiv, men ikke skudsikker. Hvis man selv bliver udsat for et zergling rush, mens man angriber, er sandsynligheden for overlevelse ikke stor. Fokuserer man derimod udelukkende på defensiv, lader man sin modstander udvikle sig uden pres, fra en part i hvert fald – og så handler det om at være teknologisk overlegen, hvis modstanderen også satser helt og holdent på defensiv.
Der findes så at sige to slags Real-time strategy former. Den ene er den man bedst kendetegner ved spil som Warcraft, hvor man har op til flere arbejdere, der bygger flere bygninger på én gang, samtidig med at man så kan have flere barakker osv., samtidig med at man skal bygge huse for at kunne holde sig sin hær. 
Den anden måde er den man bedst kendetegner ved spil som Dune og Command & Conquer, hvor man ikke har arbejdere, men bygger én bygning af gangen, samtidig med at man også kun kan bygge 1 tank af gangen osv. Denne genre er næsten helt og holdent udtænkt af Westwood. 

## Historie
Spillet Herzog Zwei fra 1989 til konsollen Sega MegaDrive kan siges at være genrens grundlægger, mens Dune II fra 1992 skabte grundlaget for genren på PC, og indførte en række gameplay-elementer, som har haft stor betydning for senere spil.
I Dune 2 var felttoget, en række missioner mod computerstyrede fjender, drevet af en overordnet historie, den eneste måde at spille på. Typisk starter spilleren med få militære enheder og en enkelt bygning, mens fjenden allerede har en fuldt fungerende base. Spilleren skal, for at vinde, opfylde et eller flere givne mål, som typisk vil være at udslette fjenden, men som, især i senere spil, kan være langt mere komplekse. Denne måde at spille på kaldes på engelsk for "campaign". Andre måder at spille på, som f.eks. multiplayer eller "skirmish", hvor alle spillere, både mennesker og computere, starter med lige mange ressourcer og enheder, er først kommet til i senere spil i genren.
| computerspil | Spire Denne computerspilsrelaterede artikel er en spire som bør udbygges. Du er velkommen til at hjælpe Wikipedia ved at udvide den. |